# Wahasuchus
Wahasuchus (лат.) — род вымерших пресмыкающихся из клады неозухий (Neosuchia) надотряда крокодиломорф, известных по ископаемым остаткам из верхнего мела (83,5—70,6 млн лет назад) Египта. Включает единственный типовой вид — Wahasuchus egyptensis.

## История изучения
Фоссилии были обнаружены в 2018 году в отложениях формации Кусейр в оазисе Харга (Египет). Найдены остатки черепа с челюстями, спинные позвонки и фрагменты конечностей. Новые вид и род описаны международной командой учёных под руководством египетского палеонтолога Сары Сабер в том же году.
Родовое название Wahasuchus состоит из двух корней: араб. واحة‎ wāḥa — «оазис», и др.-греч. Σοῦχος, «Сухос» (египетский бог с головой крокодила). Видовое название лат. egyptensis переводится как «египетский».